# Pierre Christin
Cet article concerne le scénariste et écrivain. Pour le peintre, voir Pierre Christin (peintre). Pour les articles homonymes, voir Christin.
Pierre Christin, né le 27 juillet 1938 à Saint-Mandé (Seine) et mort le 2 octobre 2024 à Paris, est scénariste (bande dessinée, cinéma) et écrivain français.
Auteur phare de Pilote, il est notamment connu pour avoir créé en 1967 avec le dessinateur Jean-Claude Mézières la série  de science-fiction Valérian et Laureline, ainsi que pour ses collaborations avec Enki Bilal et Annie Goetzinger.

## Biographie

### Jeunesse et études
Pierre Christin naît le 27 juillet 1938 à Saint-Mandé, dans le département de la Seine. Il étudie à la Sorbonne et à l'Institut d'études politiques de Paris, dont il est diplômé en 1963 (section générale). Il soutient sa thèse de doctorat en littérature comparée sur « Le fait divers, littérature du pauvre ».

### Parcours professionnel
En 1965 Pierre Christin part aux États-Unis et y enseigne la littérature française à Salt Lake City, où il retrouve Jean-Claude Mézières, un ami d'enfance rencontré dans un abri souterrain pendant les alertes aériennes de la Seconde Guerre mondiale. Depuis les États-Unis ils envoient au journal Pilote, qui la publie, une première histoire courte en bande dessinée : c'est ainsi qu'en 1967 naissent Valérian et Laureline dans leur première aventure, Les Mauvais Rêves.
Parce qu’il travaille dans le domaine universitaire, et parce qu’a la fin des années 1960 la bande dessinée est encore un mode d'expression méprisé, Pierre Christin signe ses premiers scénarios du pseudonyme de Linus, en hommage à Linus van Pelt, l'un des personnages de la bande dessinée Peanuts de Charles Monroe Schulz.
En 1967 il participe aux côtés de Robert Escarpit, à la fondation de l'IUT de journalisme de Bordeaux, (aujourd'hui IJBA), première école publique de journalisme de France, qui va former des milliers de professionnels.

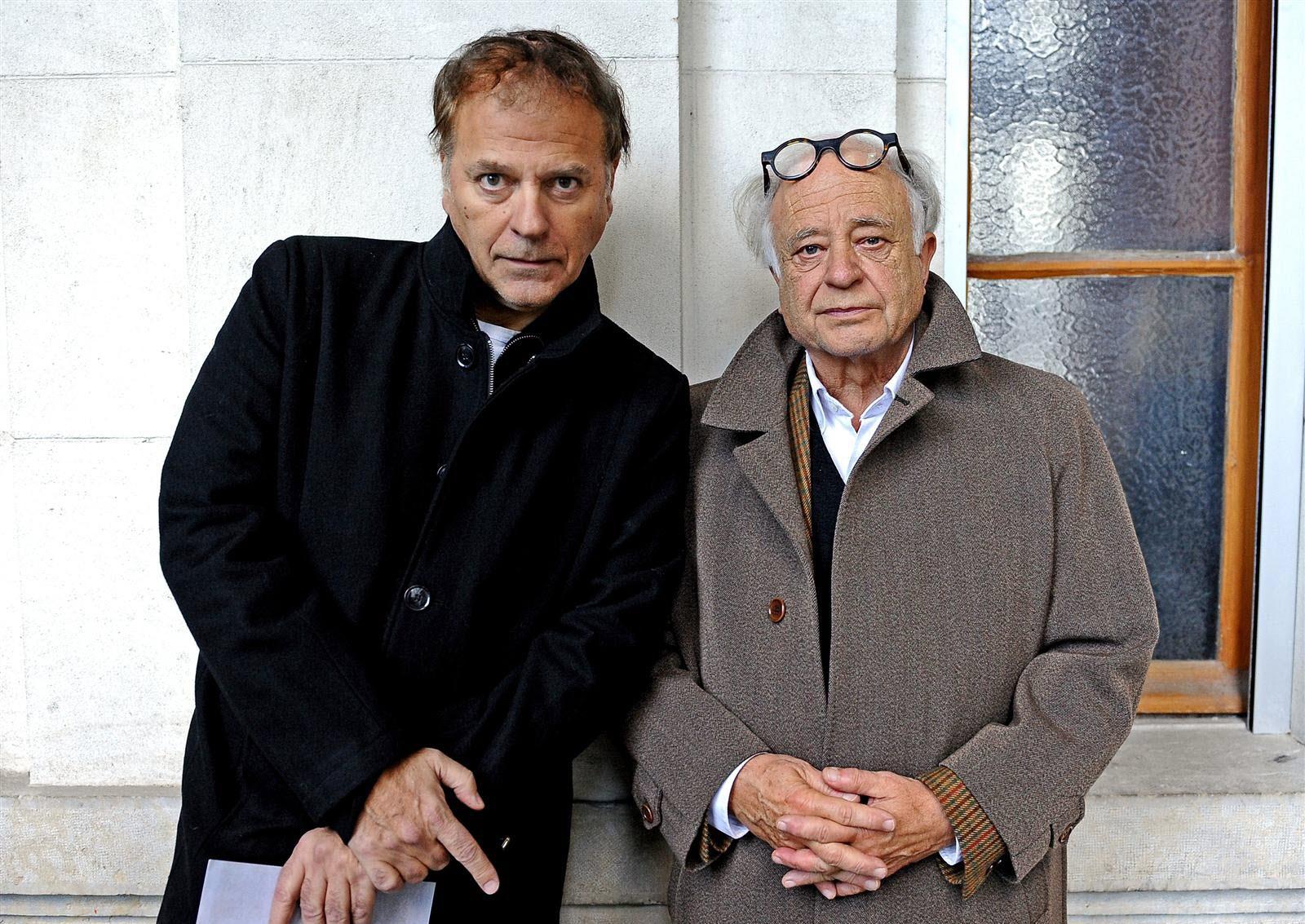
Pierre Christin et Enki Bilal, en 2011.

Dès le milieu des années 1970, il publie aussi des nouvelles dans la défunte revue Fiction, et bientôt suivront des romans : Les Prédateurs enjolivés, ZAC, Rendez-Vous en ville, L'Or du zinc, Petits crimes contre les humanités, ainsi que des scénarios de films, notamment Bunker Palace Hôtel avec Enki Bilal.
Il a également écrit pour d'autres dessinateurs tels que Jacques Tardi, Boucq, Vern, Annie Goetzinger, André Juillard, Olivier Balez, Philippe Aymond, Sébastien Verdier et beaucoup d'autres, dans des registres différents pour chacun : optimiste et utopiste avec Mézières, noir avec Bilal (Les Phalanges de l'Ordre noir, Partie de chasse), intimiste avec Annie Goetzinger (La Demoiselle de la Légion d'honneur, Agence Hardy).

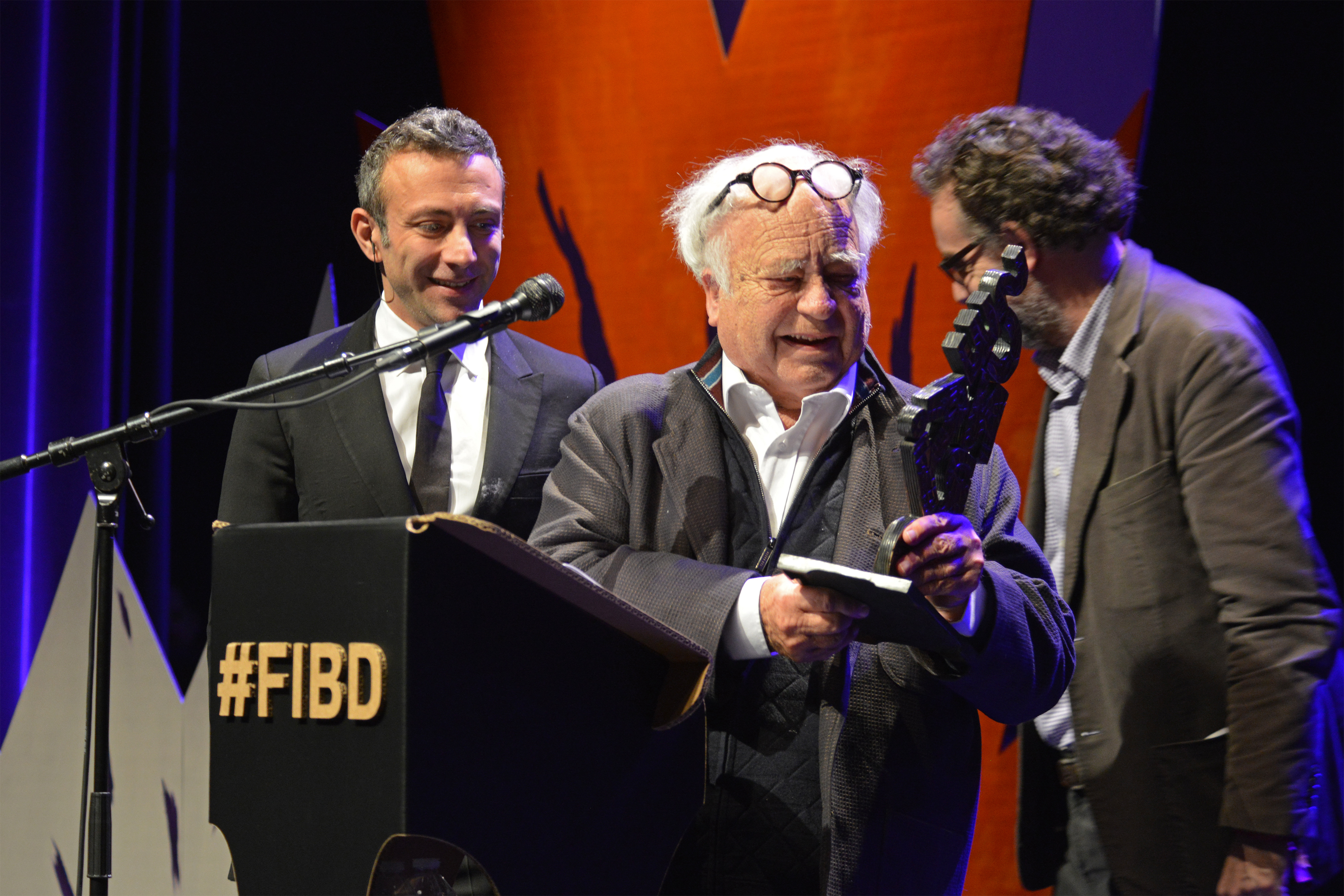
Pierre Christin reçoit le Prix René-Goscinny au Festival d'Angoulême 2019.

En avril 2018 paraît un album qui retranscrit les souvenirs du scénariste, sur le dessin de Philippe Aymond : Est-Ouest.
En janvier 2020, à l'occasion d'une exposition qui lui est consacrée à Angoulême, est publiée une monographie intitulée Pierre Christin, le grand rénovateur du récit en bande dessinée (co-édition Dbd et Caurette).

### Décès
Pierre Christin meurt le 2 octobre 2024 à Paris, à l'âge de 86 ans,.

## Œuvres

### Bandes dessinées
- Valérian et Laureline avec Jean-Claude Mézières (Dargaud) : 26 titres / avec Virginie Augustin : 1 titre (« Valérian, vu par ...: Là où naissent les histoires », 2022)
- Canal Choc avec Jean-Claude Mézières (storyboard), Aymond/Chapelle/Labiano (dessin), Bilal/Druillet/Goetzinger/Moebius (guest) (Les Humanoïdes Associés) : 4 titres
- Avec Enki Bilal (Les Humanoïdes Associés puis Casterman à partir de 2006) : 7 titres
  - Légendes d'aujourd'hui (scénario), avec Enki Bilal (dessin) Dargaud :
    - La Croisière des oubliés, coll. « Histoires fantastiques », 1975
    - Le Vaisseau de pierre, coll. « Histoires fantastiques », 1976
    - La Ville qui n'existait pas, coll. « Histoires fantastiques », 1977

  - Fins de siècle (scénario), avec Enki Bilal (dessin) :
    - Les Phalanges de l'Ordre noir, 1979
    - Partie de chasse, 1983

  - Los Angeles - L'Étoile oubliée de Laurie Bloom (scénario), avec Enki Bilal (dessin) Autrement, 1984. Réédition Casterman
  - Cœurs sanglants et autres faits divers (scénario), avec Enki Bilal (dessin) Les Humanoïdes Associés, 1984. Rééditions Dargaud et Casterman
- Avec Annie Goetzinger : 8 titres dont : La Diva et le Kriegsspiel et La Demoiselle de la légion d'honneur (Dargaud), et une série : Agence Hardy (7 tomes ; éditions Dargaud)
- Avec Jean Vern : 5 titres + 1 collectif
- Avec Philippe Aymond (Dargaud) : 5 titres
- Avec d’autres dessinateurs (Jacques Tardi, Patrick Lesueur, François Boucq, Jacques-Henri Tournadre, Bernard Puchulu, Daniel Ceppi, Alain Mounier, Olivier Balez, Andreas C. Knigge (de), etc.)
- Avec Sébastien Verdier, Orwell, Dargaud, 2019
- Avec André Juillard, Léna, 3 tomes chez Dargaud : Le long voyage de Léna, Léna et les trois femmes, Léna dans le Brasier
- Avec Jean-Michel Arroyo, Pigalle, 1950, Dupuis, 2022
- Avec Fawzi, Il était une fois la greffe de rein, Caurette, 2024

### Livres illustrés
- Collection « Les correspondances de Pierre Christin » chez Dargaud : Les Belles Cubaines, avec Patrick Lesueur, Trains de plaisir avec Jean-Claude Denis, La Bonne Vie avec Max Cabanes, Chez les Cheikhs avec Jacques Ferrandez[8], Les 4 Vérités de la Ve avec Alexis Lemoine, Adieu, rêve américain avec Jean-Claude Mézières[9], Le Sarcophage avec Enki Bilal.

### Romans
- 1976 : Les Prédateurs enjolivés (Robert Laffont)
- 1979 : Le futur est en marche arrière, recueil de nouvelles (Encre)
- 1981 : Zac (Grasset)
- 1994 : Rendez-vous en ville (Flammarion)
- 1998 : L’Or du zinc (Albin Michel)
- 2006 : Petits Crimes contre les humanités (A.-M. Métailié)
- 2011 : Légers arrangements avec la vérité (A.-M. Métailié)
- 2017 : Paradizac, la ville cachée (Fleurus)

### Nouvelles
- 1988 : La Vallée des Autres

### Cinéma
- 1989 : Bunker Palace Hôtel, scénariste
- 2017 : Valérian et la Cité des mille planètes, de Luc Besson tiré de l'œuvre de Jean-Claude Mézières et Pierre Christin

### Théâtre
- 1989 : Ce soir on raccourcit, avec la troupe de la Tête Noire
- 2017 : Opéra: Livret de "La citadelle de verre", musique de Louis Crelier, décors d'Enki Bilal

### Essais
- 1967 : L'information cinématographique (Éditions Auguste Comte, Coll. Bibliothèque des Attachés de presse No 5)
- Pierre Christin, interviewé par Edith Rémond (préf. Jean Petaux & Edith Rémond, postface Arnaud Schwartz), Journalisme : l'école de Bordeaux, le Bord de l'eau, 2022

### Tirages de luxe
- 2016 : Les Oiseaux du Maître - 499 exemplaires numérotés et signés, Editions Caurette
- 2017 : Métro Châtelet direction Cassiopée - 499 exemplaires numérotés et signés, Editions Caurette
- 2021 : Brooklyn Station Terminus Cosmos - 499 exemplaires numérotés et signés, Editions Caurette

## Distinctions

### Récompenses

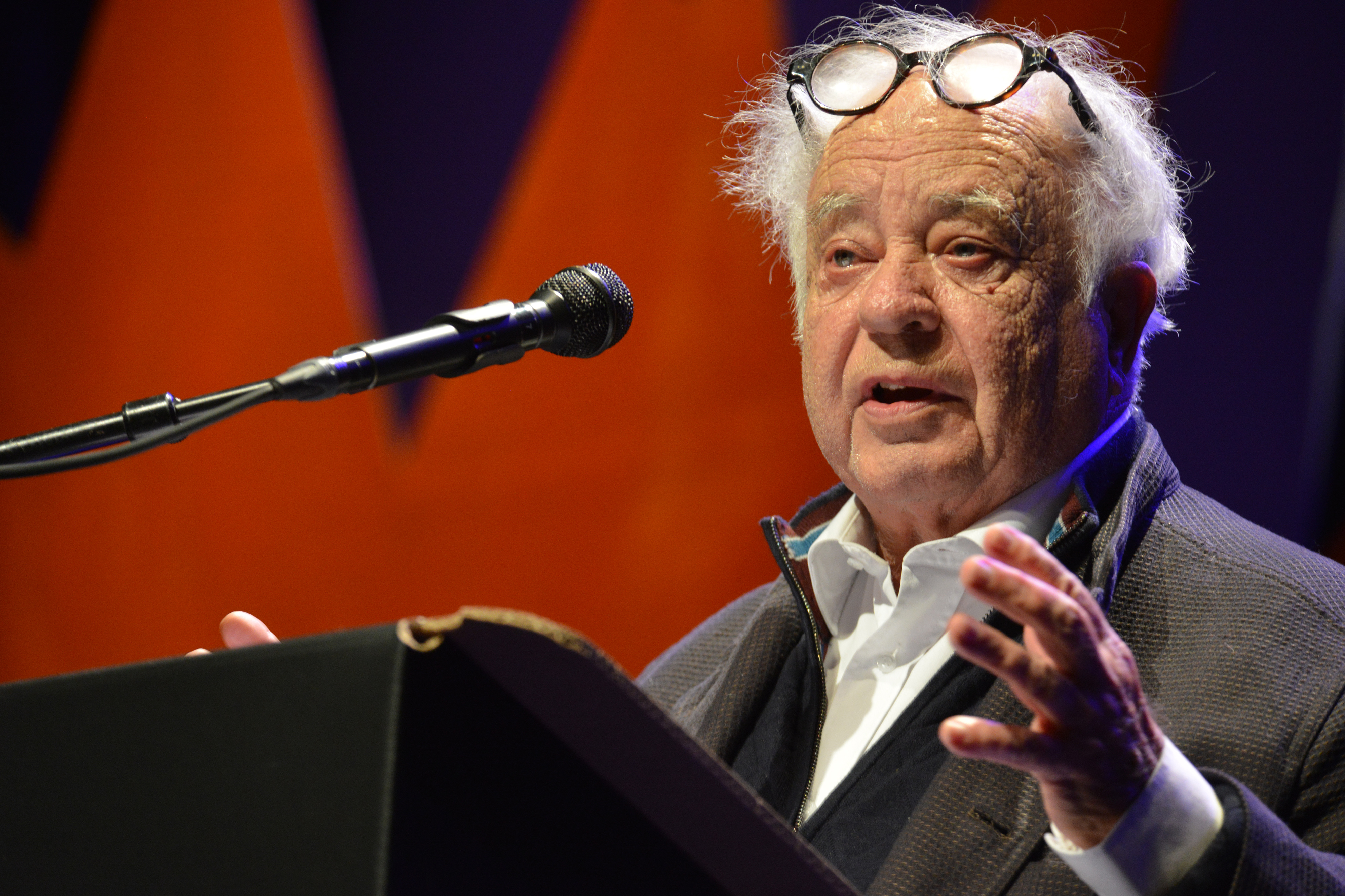
Discours de remerciement de Pierre Christin pour le prix Goscinny au Festival d'Angoulême 2019.

- 1976 :  Prix du scénariste français au festival d'Angoulême[10] ;
- 1995 :  prix Jacques Lob ;
- 1996 :  Prix Max et Moritz du meilleur scénariste international ;
- 1997 :  Prix Tournesol pour Valérian et Laureline, t. 16 : Otages de l'Ultralum ;
- 2010 :  Prix Max et Moritz exceptionnel pour une œuvre remarquable ;
- 2014 :  Prix Adamson du meilleur auteur international (avec Jean-Claude Mézières) pour l'ensemble de son œuvre ;
- 2019 :  Prix René-Goscinny pour  Est-Ouest et l'ensemble de son œuvre[11].

### Décorations
- Officier de l'ordre des Arts et des Lettres Il est promu au grade d’officier par l’arrêté du 13 février 2015[12].

### Vidéo
- « Edith Rémond & Pierre Christin - Journalisme : l'école de Bordeaux » (consulté le 11 juin 2022)